# Montserrat Bobé i Marselles
Montserrat Bobé i Marselles (l'Hospitalet Llobregat, 18 d'abril de 1942) és una jugadora de basquetbol catalana, ja retirada. Formada en el Club Esportiu Cottet, va guanyar dos Campionats de Catalunya i un d'Espanya el 1960. L'any 1964 va fitxar pel Picadero Jockey Club, amb el qual va aconseguir la Copa d'Espanya de 1973 i dues lligues nacionals. Fou internacional en dues ocasions, destacant la seva participació en el primer partit de la selecció espanyola femenina de basquetbol el 16 de juny de 1963 al Pavelló Esportiu de Malgrat de Mar. L'any 2015 fou distingida com a Històrica del Basquet Català per la Fundació del Bàsquet Català.

## Palmarès
- 2 Campionat de Catalunya de bàsquet femení: 1962. 1963
- 2 Lliga espanyola de bàsquet femenina: 1974-75, 1975-76
- 2 Copa espanyola de bàsquet femenina: 1959-60, 1972-73